# Sparkassen Giro Bochum
El Sparkassen Giro Bochum va ser una cursa internacional de ciclisme de carretera a Bochum. Es va celebrar per última vegada l'any 2019.
La cursa masculina es va crear el 1998 i de 2005 a 2011 va formar part del calendari de l'UCI Europa Tour amb una categoria 1.1.
La femenina va començar el 2001 i la de 2014 va formar part de la Copa del Món de Ciclisme Femení.

## Palmarès masculí
Palmarès masculí per any.
| Any  | Vencedor             | Segon              | Tercer            |
| ---- | -------------------- | ------------------ | ----------------- |
| 1998 | Jan Ullrich          | Grischa Niermann   | Roberto Lochowski |
| 1999 | Erik Zabel           | Dirk Muller        | Fabien De Waele   |
| 2000 | Jans Koerts          | Stuart O'Grady     | Nico Eeckhout     |
| 2001 | Gianluca Bortolami   | Mauro Radaelli     | Karsten Kroon     |
| 2002 | Frédéric Amorison    | Jørgen Bo Petersen | Jans Koerts       |
| 2003 | Rolf Aldag           | René Jörgensen     | Lubor Tesař       |
| 2004 | David Kopp           | Lubor Tesar        | Corey Sweet       |
| 2005 | Lubor Tesař          | Marcel Sieberg     | Fabian Wegmann    |
| 2006 | Jens Voigt           | André Korff        | Erik Zabel        |
| 2007 | Andy Cappelle        | Tom Stamsnijder    | Bert Grabsch      |
| 2008 | Eric Baumann         | Christian Knees    | Marcel Sieberg    |
| 2009 | Mark Cavendish       | Gerald Ciolek      | Andreas Stauff    |
| 2010 | Niki Terpstra        | Guillaume Boivin   | André Greipel     |
| 2011 | Pieter Vanspeybrouck | Grischa Janorschke | Andreas Stauff    |
| 2012 | Marcel Sieberg       | Fabian Wegmann     | Dirk Müller       |
| 2013 | André Greipel        | Tony Martin        | Roger Kluge       |
| 2014 | Marcel Sieberg       | Roger Kluge        | Benjamin Sydlik   |
| 2015 | Marcel Sieberg       | John Degenkolb     | André Greipel     |
| 2016 | Marcel Sieberg       | Nils Politt        | Daniel Klemme     |
| 2017 | Marcus Burghardt     | Rick Ottema        | Lucas Carstensen  |

## Palmarès femení
Palmarès femení per any.
| Any  | Vencedor              | Segon                    | Tercer               |
| ---- | --------------------- | ------------------------ | -------------------- |
| 2001 | Sharon van Essen      | Edith Klep-Moerenhout    | Margaret Hemsley     |
| 2002 | Bertine Spijkerman    | Kate Bates               | Tanja Hennes-Schmidt |
| 2003 | Svetlana Bubnenkova   | Regina Schleicher        | Rochelle Gilmore     |
| 2004 | Deirdre Demet-Barry   | Petra Rossner            | Alison Wright        |
| 2005 | Angela Hennig-Brodtka | Oenone Wood              | Mirjam Melchers      |
| 2006 | Oenone Wood           | Tanja Hennes-Schmidt     | Chantal Beltman      |
| 2007 | Martina Corazza       | Emilia Fahlin            | Emma Mackie          |
| 2008 | Suzanne de Goede      | Rochelle Gilmore         | Loes Markerink       |
| 2009 | Rochelle Gilmore      | Suzanne de Goede         | Chloe Hosking        |
| 2010 | Ellen van Dijk        | Tiffany Cromwell         | Maaike Polspoel      |
| 2011 | Adrie Visser          | Christine Majerus        | Liesbet De Vocht     |
| 2012 | Mieke Kröger          | Anna-Bianca Schnitzmeier | Eileen Roe           |
| 2013 | Christine Majerus     | Maaike Polspoel          | Kirsten Wild         |
| 2014 | Marianne Vos          | Giorgia Bronzini         | Lotta Lepistö        |
| 2015 | Barbara Guarischi     | Lucinda Brand            | Emilie Moberg        |
| 2016 | Kirsten Peetoom       | Femke van Kessel         | Alessia Martini      |
| 2017 | Belle de Gast         | Elisa Balsamo            | Chiara Consonni      |